# Mustafa Merry
Mustafa Merry (arab. ‏مصطفى ميري‎; ur. 21 kwietnia 1958 w Casablance) – marokański piłkarz grający na pozycji napastnika.

## Kariera klubowa
Mustafa Merry karierę piłkarską rozpoczął we francuskim klubie SC Hazebrouck, w którym grał do 1983 roku.
W 1983 roku zdecydował się przenieść do drugoligowego US Valenciennes, w którym grał do 1986 roku. Następny sezon spędził w drugoligowym Nîmes Olympique, po czym wrócił do Valenciennes. W latach 1988–1990 występował w drugoligowym FC Rouen, po czym przeniósł się do Calais RUFC. W latach 1991–1993 grał w drugoligowej USL Dunkerque, po czym przeniósł się do małego klubu Grande Synthe Olympique, gdzie zakończył karierę w 1994 roku w wieku 36 lat.

## Kariera reprezentacyjna
W reprezentacji Maroka Mustafa Merry grał w latach osiemdziesiątych.
W 1984 uczestniczył w Igrzyskach Olimpijskich w Los Angeles.
W 1985 uczestniczył w wygranych eliminacjach do Mistrzostw Świata 1986.
W 1986 roku uczestniczył w Mistrzostwach Świata 1986.
Na Mundialu w Meksyku Merry był podstawowym zawodnikiem w dwóch pierwszych meczach Maroka z reprezentacją Polski i reprezentacją Anglii.